# Rockport (Massachusetts)
Rockport is een plaats (town) in de Amerikaanse staat Massachusetts, en valt bestuurlijk gezien onder Essex County. Rockport is gelegen op het schiereiland Cape Ann.
Volgens het United States Census Bureau beslaat de plaats een oppervlakte van 45,5 km², waarvan 18,3 km² land en 27.2 km² water.
Zo'n drie kilometer ten noorden van Rockport ligt het Halibut Point State Park.

## Geboren
- Vermin Supreme (1961), performancekunstenaar, activist en politicus